# 구좌파
구좌파(舊左派, Old Left)는 구미권의 좌익 사상 및 정치 운동에 있어서 1960년대 등장한 신좌파에 대립하는 개념으로 쓰이는 용어로, 계급투쟁·노동자 조직화·농민 운동을 중시하는 조류를 가리키는 말이다.

## 신좌파의 등장
본래 ‘구좌파’라는 용어는 기존 좌익 운동에서 사용하지 않았으나, 서유럽의 1968년 운동에서 새롭게 등장한 신좌파가 기존의 좌익을 비판하면서 사용하였다. 신좌파는 동물권·성정치·인권·반권위주의·환경 운동 등을 중시하는 좌익 운동 흐름으로, 기존 좌익 정치 운동이 기반으로 하고 있던 근대주의의 몇 가지 결함, 구시대성과 한계점을 비판하면서 등장하였다.
이에 따라 유럽 좌익의 흐름은 신(新), 구(舊) 노선으로 갈라지게 되었다. 헤르베르트 마르쿠제(Herbert Marcuse)는 좌익 운동의 새로운 흐름과, 기존의 구좌파 운동의 최대 차이점으로, 기존 근대주의가 갖고 있는 폭력성 옹호의 유무를 들었다.

## 정의
구좌파는 서유럽 강단에서 소비에트 연방을 지지하던 교조적인 공산당을 일컫는 용어로 주로 사용되었다. 1950~60년대 소비에트 연방이 헝가리와 체코에서 민중 봉기를 폭력 진압한 것에 대해 서구 좌파 학계 내에서 논쟁이 발생하였고, 당시 신좌파는 소련의 행위를 지지하는 정파를 "구좌파"로 지칭하기 시작하였다.
68혁명에서 프랑스 공산당은 노동계급이 지도하지 않는 군중이 그 어떠한 사회 변혁도 이룰 수 없다는 점을 강조하였고, 새로운 좌익 사상 운동에 편승하기를 거부하였다. 그리하여 이 당시 68혁명에 참가한 운동가들은 프랑스 공산당을 교조적이며 구시대적인 당파라고 비판하였고, 그 결과 구좌파는 프랑스 공산당과 같은 교조적인 성격을 갖는 부정적인 좌익이라는 의미로 널리 사용됐다.
같은 시기, 구좌파라는 용어는 기존의 노동조합을 강력한 지지 세력을 갖고 있던 프랑스 사회당과 독일 사회민주당 내에서 노동조합을 통한 사회 개혁 운동을 선호하던 당파를 가리키는 용어로도 쓰이게 되었다.
이후 이탈리아 공산당은 새롭게 등장한 신좌파 흐름을 반영하며 기존 소비에트 연방의 마르크스-레닌주의 노선에서 이탈하는 ‘유럽공산주의 노선’을 창안하였고, 70년대를 거쳐서 서유럽 공산당의 운영 방침에 지대한 영향을 주었다.
이로써 구좌파는 내부에서 가장 온건한 흐름이라고 할 수 있는 사회민주주의 내 급진파에서, 가장 급진적으로는 스탈린주의까지 그 분포가 다양한 집단으로 이해되고 있다. 이들의 공통점은 노동계급, 또는 그 운동가들이 좌익 운동을 주도해야 하며 정치 현안은 노동자, 농민 등의 피착취 계급과 관련된 것이어야 함을 강조하는 집단이란 것이다.
위 두 정의에서도 구좌파는 후자의 의미에 기울어져 있다. 가령, 노동계급에 근거한 정치 운동이라고 하더라도 정치 현안에 관한 담론이 노동자, 농민 등의 피착취 계급과 관련되지 않은 것이라면, 이는 구좌파로 분류할 수 없다. 반대로, 노동계급이 아닌 지식 계층이라고 할지라도 후자의 의미가 성립되면 명백히 구좌파라고 분류할 수 있다.
소비에트 연방 붕괴 이후에도 유럽공산주의와 신좌파 흐름에 편승하지 않는 대표적이면서도 전통적인 의미의 구좌파 집단은 그리스 공산당과 러시아 연방 공산당이 있다. 이들은 레닌의 전위당론을 고수하고 있으며 노동자의 의식화, 반서구, 제국주의에 대한 마르크스주의적 저항을 강조하고 있다. 대한민국은 민중당(現 진보당), 일본은 노동자공산당, 대만은 노동당 등이 구좌파 이념을 계승하고 있다.

### 일본에서의 정의
신좌파 및 구좌파에 대한 세계적인 정의는 60년대 서유럽에서 등장한 개념에 기초하고 있으나, 일본의 경우는 신좌파, 구좌파에 대한 정의가 일반적으로 사용되는 정의와 완전히 다르다.
1960년대 일본의 학생 운동 세력은 기존 공산당 및 사회당의 보수성을 비판하였는데, 이러한 비판을 통해 성장한 좌익 운동 흐름을 신좌파라고 하며, 공산당과 사회당을 구좌파라고 칭하였다. 일본의 신좌파 운동에 포함되는 분트, 중핵파 등의 흐름은 소비에트 연방에 대한 비판을 제외한다면 서유럽의 기준에서 엄연히 구좌파에 속하지만, 일본의 특수한 관점에서 보자면 신좌파의 흐름이라고 할 수 있다.

## 사회 정책에 관한 담론
구좌파는 신좌파와 달리 낙태 합법화, 성소수자의 권리, 여성주의 등을 주장하지 않거나, 정치 운동에서 덜 강조하며, 마약과 포르노의 합법화에 대해선 명백히 반대의 입장을 취한다. 몇몇 구좌파는 성소수자의 권리에 대해 확고한 반대의 입장을 취하기도 하는데, 일례로 러시아 연방 공산당은 러시아의 동성애 처벌법을 찬성하였으며, “여성주의는 새로운 형태의 제국주의”라고 언급하였다. 그리스 공산당의 경우는 LGBT 운동에 적극적으로 반대하지 않으나, 성소수자 권리 주장을 노동 문제를 희석시키는 제2 담론으로 취급하며, 사실상의 반대 입장에 속한 상태이다.
여성 운동에서 구좌파는 대개 독자적인 여성 해방 담론을 주장하며, 여성주의라는 틀에 얽매이지 않는다. 전통적인 의미에서 구좌파는 여성주의가 기존 계급투쟁 이론을 희석시키는 불완전한 이론 체계라고 간주한다. 대표적으로 영국 노동당 내 트로츠키주의 그룹이었던 밀리탄트(Militant)는 ‘여성주의’가 아닌, 마르크스주의에 기초한 독자적인 여성 해방 이론을 주창해야 함을 강조했다.
구좌파에 속한 사회주의 및 공산주의 운동가들은 낙태, 동물권, 마약, 성소수자의 권리 등 여러 문제에 대해서 세밀하게 언급하지 않았다. 특히, 동성애 운동에 관해서는 언급할 것을 거부하거나, 고의적인 무시가 존재하였다. 카를 마르크스(Karl Marx)의 동료이자 공산주의 이론가인 프리드리히 엥겔스(Friedrich Engels)가 고대 그리스의 동성애 풍습을 ‘가증스러운 것’이라고 언급하였다. 이와 더불어, 소비에트 연방의 정치가인 블라디미르 레닌이나 이오시프 스탈린은 동성애, 마약, 여성주의 등을 ‘부르주아적인 것’으로 간주했으며, 스탈린은 남성의 동성애를 금지하는 반동성애 형법의 제정을 주도한 바 있다.
일반적으로 냉전 시기에 활동했던 공산주의자들은 신좌파가 고수하는 여러 가치에 대해서 ‘부르주아 퇴폐 풍습’이라고 간주하였다. 가령, 체 게바라(Che Guevara)는 동성애가 자연의 법칙을 거스르는 자본주의 퇴폐 풍조라고 언급한 바 있다.
단, 여성주의에 관한 입장과 성소수자 권리 운동(LGBT) 등에서 각 구좌파의 의견은 부분적으로 차이가 나타날 수 있다. 모든 구좌파가 진보 운동에서 위와 같은 요소를 완전히 배제하거나, 반대하진 않으나, 대부분 예외가 없이, 해당 문제를 강조하지 않거나, 담론 형성에서 제외한다. 그러나, 약물의 무분별한 합법화 및 포르노 합법화에 대해서 구좌파는 명백한 반대의 입장을 취하고 있다.
그럼에도 불구하고 구좌파는 신좌파와 일치하는 견해가 몇 가지 존재하는데, 바로 제국주의에 대한 비판이나 인종 문제에 관한 것이 그러하다. 특히, 서유럽이나 미국 사회에 존재하는 유색인종에 대한 차별 행위를 극렬히 반대하고 있으며, 신좌파와 연대하는 움직임도 보인다.

## 경제에 대한 관점
구좌파는 경제에 관한 광범위한 통제와 국유화를 고수한다.
소비에트 연방 붕괴 이후 좌익 운동이 사회주의 계획 경제와 국유화를 무비판적으로 수용하는 것이 비합리적인 태도라는 비판이 이어졌다. 그러나, 이러한 비판은 소비에트 연방 붕괴 전인 1960년대 후반부터 제기되었다. 가령, 서유럽 신좌파의 대대적인 지지를 받았던 체코슬로바키아의 알렉산데르 둡체크는 ‘인간의 얼굴을 한 사회주의’를 내세우며 시장 경제와 서방 세계와의 자유 거래 등을 부분적으로 허용해야 한다는 주장을 하였다. 서유럽의 신좌파는 이 노동자 자주 관리와 탈집중화 개념을 받아들여서 기존의 소비에트식 사회주의 계획 경제를 비판하였다.
이러한 시기에 구좌파는 신좌파의 방식이 소부르주아 방식에 지나지 않는다고 비판하였고, 큰 정부 구성과 국유화, 정부 계획, 대규모 경제·사회 프로그램 등을 옹호하였다. 이러한 기조는 현재까지 이어지고 있다.

## 구좌파에 속하는 이념
- 노동 운동 및 농민 운동에 기반한 급진 사상
- 사회민주주의 내 급진적 흐름
- 레닌주의 이하의 모든 파생 사상

## 같이 보기
- 좌익
- 좌익 포퓰리즘
- 신좌파